# Lutjanus buccanella
Lutjanus buccanella là một loài cá biển thuộc chi Lutjanus trong họ Cá hồng. Loài này được mô tả lần đầu tiên vào năm 1828.

## Từ nguyên
Từ định danh buccanella bắt nguồn từ boucanella, tên thường gọi của loài cá này tại đảo Martinique, nơi mà mẫu định danh được thu thập.

## Phân bố và môi trường sống
L. buccanella có phân bố rộng rãi dọc Tây Đại Tây Dương, từ Bermuda và bang North Carolina dọc theo bờ đông nam Hoa Kỳ trải dài về phía nam, băng qua vịnh México (Florida Keys, cụm bãi ngầm Flower Garden, và từ Veracruz dọc theo bán đảo Yucatán) và khắp biển Caribe, và dọc theo bờ biển Nam Mỹ đến bang São Paulo (Brasil).
L. buccanella trưởng thành sống ở rạn san hô, trên nền đáy cát hoặc đá và gần các vách đá, được tìm thấy ở độ sâu ít nhất là 200 m.

## Mô tả
Chiều dài cơ thể lớn nhất được ghi nhận ở L. buccanella là 75 cm, thường bắt gặp với chiều dài trung bình khoảng 50 cm.
Lưng và thân trên có màu đỏ tươi đến cam, thân dưới và bụng màu xám bạc đến hơi đỏ. Mống mắt màu vàng kim đến vàng cam. Đốm đen lớn, nổi bật ở gốc vây ngực. Vùng vảy sẫm màu ở gốc vây lưng mềm. Ở cá con (chiều dài tiêu chuẩn khoảng từ 16 cm trở lại), thân màu nâu xám, phần trên của cuống đuôi, phần lớn vây lưng mềm, vây bụng và vây hậu môn cũng như toàn bộ vây đuôi có màu vàng hoặc vàng lục.
Số gai ở vây lưng: 10; Số tia vây ở vây lưng: 14; Số gai ở vây hậu môn: 3; Số tia vây ở vây hậu môn: 8–9; Số tia vây ở vây ngực: 16–18; Số vảy đường bên: 47–50.

## Sinh thái
Thức ăn của L. buccanella bao gồm cá nhỏ, các loài chân đầu, chân bụng và sống đuôi. Đỉnh điểm sinh sản của loài này ở Jamaica là vào tháng 4 và 9, mặc dù chúng có thể sinh sản quanh năm.
Ước tính tuổi thọ cao nhất ở L. buccanella dựa trên sỏi tai của một cá thể ở Brasil là 20 năm.

## Giá trị
L. buccanella được xem là một loại cá thực phẩm có thịt ngon, chủ yếu được bán ở dạng tươi sống, tuy nhiên chúng có thể mang độc tố ciguatera như đã được báo cáo ở Tiểu Antilles.